# Amposta (Madrid)
Amposta es un barrio de Madrid integrado en el distrito de San Blas-Canillejas. Tiene una superficie de 37,03 hectáreas y una población de 9.122 habitantes (2009). 
Limita al norte con Simancas y Hellín, al sur con Arcos, al este con Rosas y al oeste con Pueblo Nuevo (Ciudad Lineal).
Está delimitado al norte por los calle Alberique y la avenida de Arcentales, al sur por la calle Pobladura de Valle, al este por la avenida de Hellín y al oeste por la calle de los Hermanos García Noblejas.